# Alchemilla kosiarensis
Alchemilla kosiarensis é uma espécie de rosácea do gênero Alchemilla, pertencente à família Rosaceae.